# NGC 1381
NGC 1381 (другие обозначения — ESO 358-29, MCG -6-9-3, FCC 170, PGC 13321) — линзообразная галактика (S0) в созвездии Печь.
Этот объект входит в число перечисленных в оригинальной редакции «Нового общего каталога».
Галактика входит в Скопление Печи.
Галактика NGC 1381 входит в состав группы галактик NGC 1316. Помимо NGC 1381 в группу также входят ещё 22 галактики.
Галактика имеет «коробчатый» вид, который может быть обусловлен проекцией её «внешнего кольца» на плоскость неба. Вопреки ранним представлениям, у NGC 1381 нет толстого диска.